# D'Arcy Carden
D'Arcy Beth Carden (nascida Darcy Beth Erokan, 4 de janeiro de 1980) é uma atriz e comediante estadunidense. Ela é mais conhecida por sua interpretação no sitcom The Good Place (2016-2019), da NBC, no papel de Janet.

## Carreira
Carden tem um papel recorrente na série Broad City, do canal Comedy Central. Na série, criada por Abbi Jacobson e Ilana Glazer, D'Arcy interpreta Gemma, uma ex-colega de trabalho de Abbi na empresa fictícia Soulstice.
Em 2016, passou a fazer parte do elenco principal de The Good Place, produzida pela emissora americana NBC. Na série,  protagonizada por Kristen Bell e Ted Danson, Carden dá vida à personificação da assistente virtual Janet. Em paralelo ao seu trabalho em The Good Place, Carden aparece na série Barry, da HBO, no papel recorrente de Harder.
Desde 2018, Carden tem um papel recorrente como Natalie Greer na série de comédia policial da HBO Barry, estrelada por Hader.  Junto com seus colegas de elenco, ela foi indicada ao Screen Actors Guild Award de Melhor Performance por um Ensemble em uma Série de Comédia em 2018 e 2019. 
Em 2019, ela apareceu no filme de comédia negra Greener Grass, no filme de comédia romântica Let It Snow e no filme de drama Bombshell. Ela também apareceu na série de comédia da Netflix Bonding e na série de comédia animada Adult Swim Robot Chicken.
Em 2020, Carden teve um papel recorrente na série de comédia de mistério Mapleworth Murders. 
Em 2019 foi convidada por Abbi Jacobson para participar da série A League Of Their Own da Prime Video, que estreou em 2022.
Carden fez sua estreia na Broadway em 20 de abril de 2023, como Alicia em The Thanksgiving Play, escrito por Larissa FastHorse e dirigido por Rachel Chavkin. 
Em 2024, a SmartLess Media estreou o WikiHole, um podcast liderado por Carden e com "um painel de comediantes que caem em uma toca de coelho da Wikipédia de conexões bizarras e intrigantes". 

## Vida pessoal
Carden é casada com o produtor Jason Carden. Em 2013, o casal mudou-se de New York City para Los Angeles, California.

## Filmografia

### Filme
| Ano  | Título                              | Papel             | Notas                |
| ---- | ----------------------------------- | ----------------- | -------------------- |
| 2009 | Homeschooled                        | Betty             | (como D'Arcy Erokan) |
| 2010 | Pet-O-Rama                          | D'Arcy            |                      |
| 2011 | Bachelorette Ashley Is Single Again | Ashley            | Curta-metragem       |
| 2011 | Mob Wives                           | Karen Gravano     | Curta-metragem       |
| 2013 | iSteve                              | Âncora            |                      |
| 2013 | The To Do List                      | Movie Patron      |                      |
| 2013 | Anna Kendrick Goes K-Pop with F(x)  | Jill Tigerman     | Curta-metragem       |
| 2014 | I Know You Think I Farted           | Linda             | Curta-metragem       |
| 2014 | We Make That Lemonade               | Mom with Stroller | Curta-metragem       |
| 2015 | Unengaged                           | Liz               | Curta-metragem       |
| 2016 | Other People                        | Jessica           |                      |
| 2018 | Papi Chulo                          | Susan             |                      |
| 2019 | Let It Snow                         | Kira              |                      |
| 2019 | Bombshell                           | Rebekah           |                      |
| 2021 | Ride The Eagle                      | Audrey            | Produtora            |
| 2022 | The People We Hate at the Wedding   | Martha            |                      |
| 2022 | Shotgun Wedding                     | Harriet           |                      |
| 2022 | Wes Is Dying                        | Chelsea           | Produtora Executiva  |
| 2023 | Dicks: The Musical                  | Vizinha           |                      |
| 2024 | The Gutter                          | Skunk             |                      |
| 2024 | She Taught Love                     | Laura Neil        |                      |
| 2024 | Turn Me On                          | -                 |                      |
| 2025 | Sketch                              | Liz Wyatt         |                      |

### Televisão
| Ano               | Título                                            | Papel                                      | Notas                                                                    |
| ----------------- | ------------------------------------------------- | ------------------------------------------ | ------------------------------------------------------------------------ |
| 2009–2013         | UCB Comedy Originals                              | Ela mesma                                  | Papel recorrente                                                         |
| 2009–2011         | Rhonda Casting                                    | Rhonda Basmati                             | Protagonista; 6 episódios                                                |
| 2010              | Naked in a Fishbowl                               | Lucy                                       | 3 episódios                                                              |
| 2011–2012         | Jest Originals                                    | Mãe / D'Arcy / Esposa do viajante do tempo | 4 episódios                                                              |
| 2013              | Inside Amy Schumer                                | Emily                                      | Episódio: "Meth Lab"                                                     |
| 2013–2015         | Comedy Bang! Bang!                                | Barbara Fleen / Assistente                 | 3 episódios                                                              |
| 2014–2016         | Broad City                                        | Gemma                                      | 4 episódios                                                              |
| 2014–2016         | CollegeHumor Originals                            | Denier                                     | 4 episódios                                                              |
| 2015              | Adam Ruins Everything                             | Future Wife                                | Episódio: "Adam Ruins Giving"                                            |
| 2016              | Crazy Ex-Girlfriend                               | Eyebrows Girl                              | Episódio: "I'm Going to the Beach with Josh and His Friends!"            |
| 2016–2019         | The Good Place                                    | Janet                                      | 50 episódios                                                             |
| 2017              | Veep                                              | Congresswoman                              | Episódio: "Blurb"                                                        |
| 2018              | Barry                                             | Natalie Greer                              | Recurring role; 6 episódios                                              |
| 2018              | American Dad!                                     | Sophia (voz)                               | Episódio: "Mean Francine"                                                |
| 2018              | Bonding                                           | Daphne                                     | 3 episódios                                                              |
| 2019              | Human Discoveries                                 | Leader Elk (voz)                           | Episódio: "And Then They Played a Game"                                  |
| 2021- 2023        | DreamWorks Dragons: The Nine Realms               | Linda (voz)                                | 13 episódios                                                             |
| 2022              | A League Of Their Own                             | Greta Gill                                 | 8 episódios                                                              |
| 2022              | The Great American Baking Show: Celebrity Holiday | Ela mesma                                  | Especial de Natal                                                        |
| 2023              | History of the World, Part II                     | Turkish Ambassador                         | Episódio: "VII"                                                          |
| 2023              | The $100,000 Pyramid                              | Ela mesma                                  | Episódio: "Deon Cole vs. D'Arcy Carden e Ken Jennings vs. Mario Cantone" |
| 2023              | Strange Planet                                    | (voz)                                      | Episódio: "The Flying Machine"                                           |
| 2023              | Krapopolis                                        | Camille, a Hidra (voz)                     | Episódio: "Tyrdra"                                                       |
| 2023              | Rhona Who Lives by the River                      | Kayleigh (voz)                             | Episódio piloto                                                          |
| 2024 - atualmente | Nobody Wants This                                 | Ryann                                      | 3 episódios                                                              |
| 2024              | Man on the Inside                                 | Professora Della Denunzio                  | Episódio: ''The Spy who came in from the cold''                          |
| 2025              | Sunny Nights                                      | Vicki                                      | Protagonista; 8 episódios                                                |
| 2025              | Adults                                            |                                            | Participação Especial                                                    |
| 2025              | The Handmaid's Tale                               | Aunt Phoebe                                | 4 episódios                                                              |

## Ligações Externas
- D'Arcy Carden. no IMDb.
- D'Arcy Carden no Instagram
- D'Arcy Carden no X